# Banū
Il termine Banū (in arabo ﺑﻨﻮ‎?) - plurale del sostantivo arabo "ibn", che vuol dire "figlio" - non si usa soltanto nel significato letterale suo proprio quanto, più spesso, per indicare gli appartenenti a una medesima tribù che si ritengono "figli" di un eponimo, reale o immaginario. Spesso il termine viene abbreviato dagli studiosi con la semplice traslitterazione  "B.".
Il termine viene usato anche in senso figurato, indicando quanti sono uniti da un medesimo credo o da una medesima ideologia.